# Amiga (label)
Pour les articles homonymes, voir Amiga (homonymie).
Amiga est un label discographique allemand de musique populaire. D'abord intégré à l'éditeur de musique est-allemand VEB Deutsche Schallplatten, Amiga est intégré au groupe BMG Entertainment en 1994.

## Histoire
En 1947, l'acteur et chanteur Ernst Busch a obtenu l'autorisation de l'Administration militaire soviétique en Allemagne de créer une maison d'édition de musique, qui a été nommé Lied der Zeit GmbH. Cette société d'édition comprend le label Amiga. Dans les années 1950, Lied der Zeit est devenu VEB Deutsche Schallplatten, une société détenue par l'état avec un monopole sur la production de disques. VEB Deutsche Schallplatten comptait un certain nombre de labels, chacun ayant une thématique privilégiée ; les productions d'Amiga incluent du folk, du jazz, de la pop, du rock, du schlager (Die vier Brummers par exemple) et de la musique pour enfants.
Après la dissolution de la République Démocratique allemande, la plupart des entreprises publiques d'état de l'ex-Allemagne de l'Est ont été démantelées ou vendues à des investisseurs privés. Le label Amiga et le catalogue ont été acquis par Bertelsmann Music Group en 1994, qui à son tour est dissous dans Sony Music Entertainment en 2008.
Le catalogue d'Amiga l'éditeur de musique se compose de 2 200 albums et environ 5 000 singles, avec un total de 30 000 titres.